# Valeria Bruschi
Valeria Bruschi (28 aprile 1970) è una sciatrice nautica italiana.
È stata, nel 1992, la seconda italiana vincitrice del titolo europeo nella specialità della velocità dello sci nautico. Nell'edizione precedente dei campionati si era aggiudicata la medaglia di bronzo. Ha inoltre conquistato cinque titoli nazionali di cui quattro consecutivi tra il 1990 e il 1993.
Completano il suo palmares tre Coppe Europa.